# Фокусник (картина Босха)
«Фокусник» — картина ранньонідерландського живописця Ієроніма Боша або його майстерні, виконана близько 1502 року.
Існує п'ять версій цієї картини та одна гравюра, але більшість експертів вважають, що найнадійніша копія є частиною колекції музею муніципалітету в Сен-Жермен-ан-Лає, яка зберігається в сейфі. 1 грудня 1978 року картину викрали з музею та повернули 2 лютого 1979 року.
Картина походить від заповіту Луї Олександра Дукастеля, нотаріуса в Сен-Жермен ан-Лайе з 1813 року, який також був членом міської ради та мером у серпні 1835 року та (тимчасово) у 1839 році. Збірка була сформована його батьком Джоном Олександром Дукастелем, живописцем і колекціонером.

## Опис
Босх зображує, як людей обдурюють. Фокусник праворуч від зображення захоплює аудиторію грою в кубки та кульки. Центральний персонаж і справжній фокус зображення — це людина, що перебуває на передньому плані, яка уважно спостерігає за рухами фокусника.
Звірі використовуються в картині для символізації людських рис, які дозволяють обман. Маленька сова з кошика на талії фокусника означає його інтелект. Жаби, що вискакують з вуст центрального персонажа, показують, наскільки жертва відпустила розум і піддалася звіриним поривам.
Дитина, занепокоєна нашою жертвою, і чоловік, який викрадає гаманець з грошима, ймовірно натякає на фламандську приказку: «Той, хто себе обдурить, роздумуючи хитрощі, втрачає гроші і стає посміхом дітей». Інша фламандська приказка, опублікована і широко розповсюджена близько 1480 року в рідному місті Босха з Гертогенбоса, така: «Ніхто не такий дурень, як упертий дурень». Босх використав інші прислів'я як основу своєї картини, наприклад, «Світ — стіг сіна, і кожна людина вибирає з нього все, що може» для своєї картини «Віз сіна».

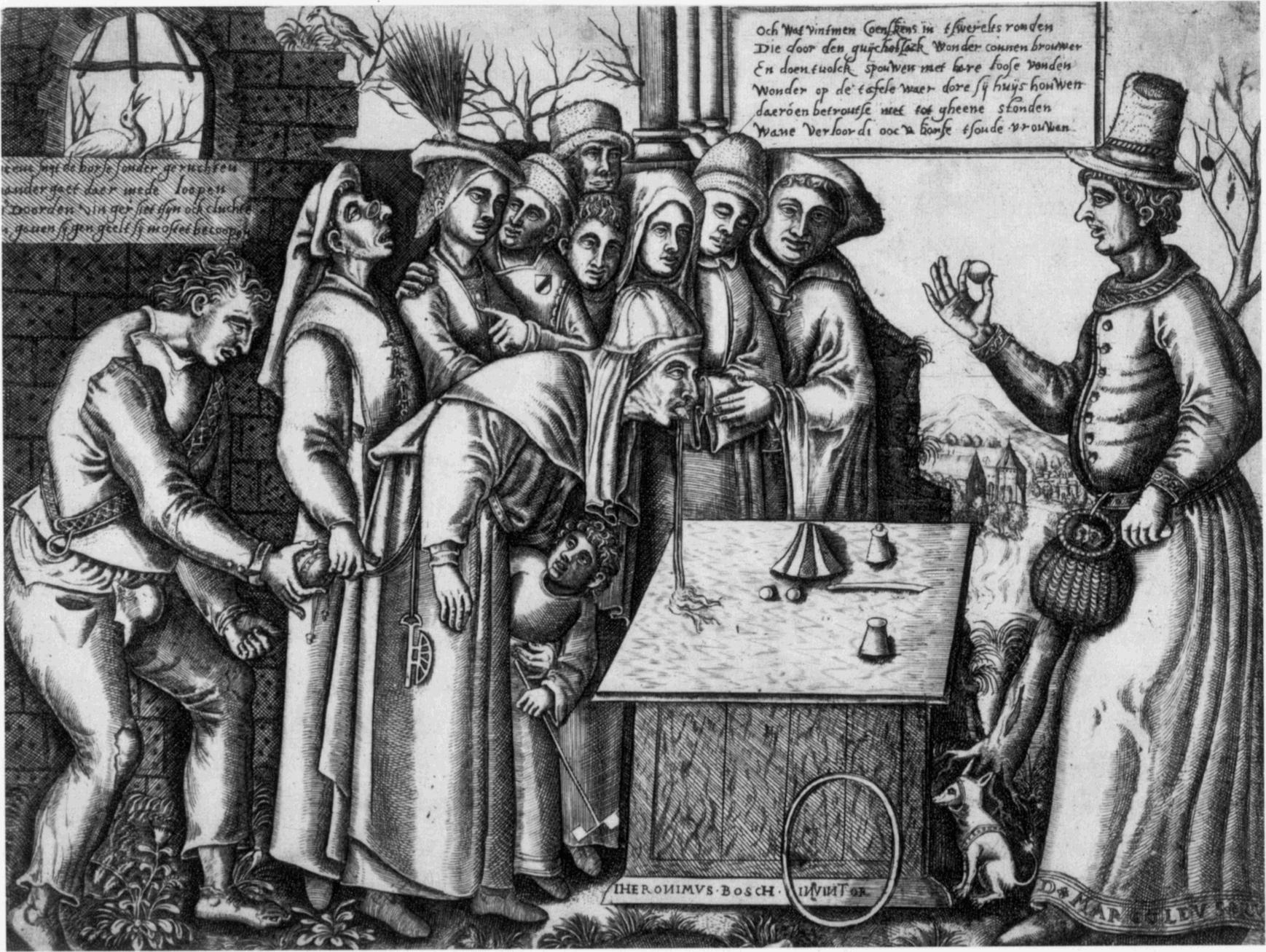
Гравірування c. 1550 рік.

Стаття Еліни Герцман про цю картину досліджує цю картину з позицій фламандської культури, релігійних діячів та більш пізньої частини творчості Босха.
Фокусник знову з'являється у Триптиху Босха про спокусу святого Антонія.